# FC Bayern München in het seizoen 1989/90
Dit artikel beschrijft de prestaties van de Duitse voetbalclub FC Bayern München in het seizoen 1989/90, waarin de club voor het tweede jaar op rij kampioen werd.

## Spelerskern
| Naam               | Nationaliteit            | Geboortedatum | Vorige club        |
| ------------------ | ------------------------ | ------------- | ------------------ |
| Keepers            |                          |               |                    |
| Raimond Aumann     | Bondsrepubliek Duitsland | 12-10-1963    | /                  |
| Sven Scheuer       | Bondsrepubliek Duitsland | 19-01-1971    | /                  |
| Verdedigers        |                          |               |                    |
| Klaus Augenthaler  | Bondsrepubliek Duitsland | 26-09-1957    | /                  |
| Roland Grahammer   | Bondsrepubliek Duitsland | 03-11-1963    | 1. FC Nürnberg     |
| Erland Johnsen     | Noorwegen                | 05-04-1967    | Moss FK            |
| Thomas Kastenmaier | Bondsrepubliek Duitsland | 31-05-1966    | /                  |
| Jürgen Kohler      | Bondsrepubliek Duitsland | 06-10-1965    | 1. FC Köln         |
| Hans Pflügler      | Bondsrepubliek Duitsland | 27-03-1960    | /                  |
| Stefan Reuter      | Bondsrepubliek Duitsland | 16-10-1966    | 1. FC Nürnberg     |
| Helmut Winklhofer  | Bondsrepubliek Duitsland | 27-08-1961    | Bayer Leverkusen   |
| Middenvelders      |                          |               |                    |
| Manfred Bender     | Bondsrepubliek Duitsland | 24-05-1966    | SpVgg Unterhaching |
| Hans Dorfner       | Bondsrepubliek Duitsland | 03-07-1965    | 1. FC Nürnberg     |
| Hans-Dieter Flick  | Bondsrepubliek Duitsland | 24-02-1965    | SV Sandhausen      |
| Manfred Schwabl    | Bondsrepubliek Duitsland | 18-04-1966    | SV Sandhausen      |
| Thomas Strunz      | Bondsrepubliek Duitsland | 25-04-1968    | 1. FC Nürnberg     |
| Olaf Thon          | Bondsrepubliek Duitsland | 01-05-1966    | MSV Duisburg       |
| Aanvallers         |                          |               |                    |
| Ludwig Kögl        | Bondsrepubliek Duitsland | 07-03-1966    | TSV 1860 München   |
| Alan McInally      | Schotland                | 10-02-1963    | Aston Villa        |
| Radmilo Mihajlović | Joegoslavië              | 19-11-1964    | Dinamo Zagreb      |
| Roland Wohlfarth   | Bondsrepubliek Duitsland | 11-01-1963    | MSV Duisburg       |

- = Aanvoerder

### Technische staf
|                 |                               |                          |
| Functie         | Naam                          | Nationaliteit            |
| Coach           | Jupp Heynckes (foto)          | Bondsrepubliek Duitsland |
| Assistent-coach | Egon Coordes                  | Bondsrepubliek Duitsland |
| Teamarts        | Hans-Wilhelm Müller-Wohlfahrt | Bondsrepubliek Duitsland |

## Resultaten
| Bundesliga | DFB-Pokal  | DFB-Supercup        | Europacup I  |
| ---------- | ---------- | ------------------- | ------------ |
|            |            |                     |              |
| Kampioen   | 1/8 finale | Verliezend finalist | Halve finale |

## Uitrustingen
Hoofdsponsor: Opel

Sportmerk: adidas
| Thuis | Uit | Alternatief | Alternatief | Alternatief | Alternatief | Alternatief |

## Transfers

### Zomer
| Naam               | Nationaliteit            | Van/naar           | Type     |
| ------------------ | ------------------------ | ------------------ | -------- |
| Inkomend           |                          |                    |          |
| Manfred Bender     | Bondsrepubliek Duitsland | SpVgg Unterhaching | Gekocht  |
| Jürgen Kohler      | Bondsrepubliek Duitsland | 1. FC Köln         | Gekocht  |
| Alan McInally      | Schotland                | Aston Villa        | Gekocht  |
| Radmilo Mihajlović | Joegoslavië              | Dinamo Zagreb      | Gekocht  |
| Manfred Schwabl    | Bondsrepubliek Duitsland | 1. FC Nürnberg     | Gekocht  |
| Thomas Strunz      | Bondsrepubliek Duitsland | MSV Duisburg       | Gekocht  |
| Uitgaand           |                          |                    |          |
| Armin Eck          | Bondsrepubliek Duitsland | Hamburger SV       | Verkocht |
| Johnny Ekström     | Zweden                   | AS Cannes          | Verkocht |
| Norbert Nachtweih  | Bondsrepubliek Duitsland | AS Cannes          | Verkocht |
| Jürgen Wegmann     | Bondsrepubliek Duitsland | Borussia Dortmund  | Verkocht |

### Winter
| Naam           | Nationaliteit | Van/naar | Type     |
| -------------- | ------------- | -------- | -------- |
| Uitgaand       |               |          |          |
| Erland Johnsen | Noorwegen     | Chelsea  | Verkocht |

## Bundesliga

### Eindstand
|    | Club                     | Wed | Gew | Gel | Ver | Pnt | V-T   |
| -- | ------------------------ | --- | --- | --- | --- | --- | ----- |
| 1  | FC Bayern München        | 34  | 19  | 11  | 4   | 49  | 64-28 |
| 2  | 1. FC Köln               | 34  | 17  | 9   | 8   | 43  | 54-44 |
| 3  | Eintracht Frankfurt      | 34  | 15  | 11  | 8   | 41  | 61-40 |
| 4  | Borussia Dortmund        | 34  | 15  | 11  | 8   | 41  | 51-35 |
| 5  | Bayer 04 Leverkusen      | 34  | 12  | 15  | 7   | 39  | 40-32 |
| 6  | VfB Stuttgart            | 34  | 15  | 6   | 13  | 36  | 53-47 |
| 7  | SV Werder Bremen         | 34  | 10  | 14  | 10  | 34  | 49-41 |
| 8  | 1. FC Nürnberg           | 34  | 11  | 11  | 12  | 33  | 42-46 |
| 9  | Fortuna Düsseldorf       | 34  | 10  | 12  | 12  | 32  | 41-41 |
| 10 | Karlsruher SC            | 34  | 10  | 12  | 12  | 32  | 32-39 |
| 11 | Hamburger SV             | 34  | 13  | 5   | 16  | 31  | 39-46 |
| 12 | 1. FC Kaiserslautern     | 34  | 10  | 11  | 13  | 31  | 42-55 |
| 13 | FC St. Pauli             | 34  | 9   | 13  | 12  | 31  | 31-46 |
| 14 | Bayer 05 Uerdingen       | 34  | 10  | 10  | 14  | 30  | 41-48 |
| 15 | Borussia Mönchengladbach | 34  | 11  | 11  | 8   | 30  | 37-45 |
| 16 | VfL Bochum               | 34  | 11  | 7   | 16  | 29  | 44-53 |
| 17 | SV Waldhof Mannheim      | 34  | 10  | 6   | 18  | 26  | 36-53 |
| 18 | FC Homburg               | 34  | 8   | 8   | 18  | 24  | 33-51 |

Kampioen Bayern München plaatste zich voor de Europacup I 1990/91
Bekerwinnaar 1.FC Kaiserslautern plaatste zich voor de Europacup II 1990/91
De nummers 2, 3, 4 en 5 van de competitie, 1.FC Köln, Eintracht Frankfurt, Borussia Dortmund en Bayer 04 Leverkusen namen deel in de UEFA Cup 1990/91
SV Waldhof Mannheim en FC Homburg degradeerden rechtstreeks naar de 2. Bundesliga
De kampioen Hertha BSC en de nummer twee SG Wattenscheid 09 promoveerden rechtstreeks uit de 2. Bundesliga
VfL Bochum wist zich na beslissingswedstrijden, 1-0 en 1-1, tegen de nummer drie van de 2. Bundesliga, 1. FC Saarbrücken, te handhaven in de Bundesliga

## Afbeeldingen

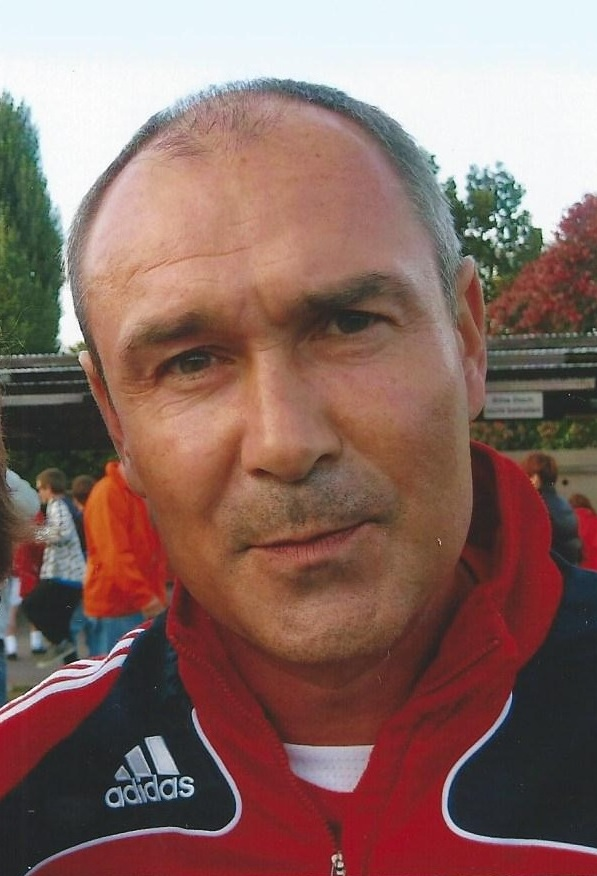
Raimond Aumann (doelman)
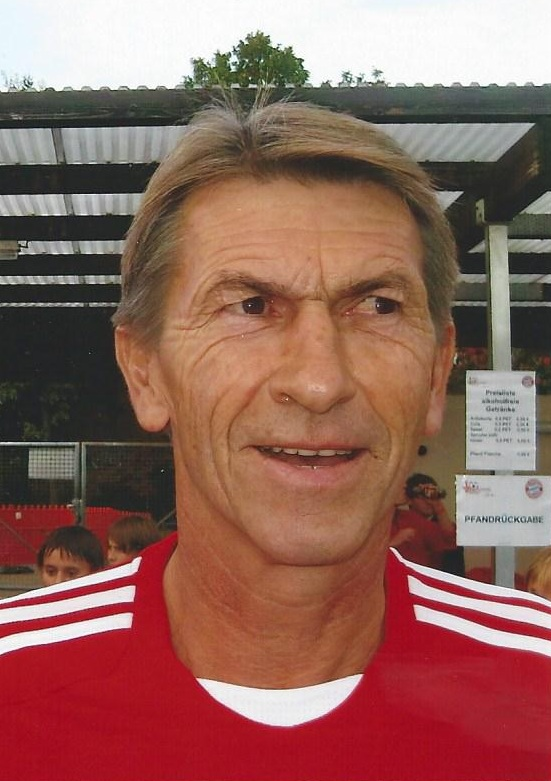
Klaus Augenthaler (verdediger)
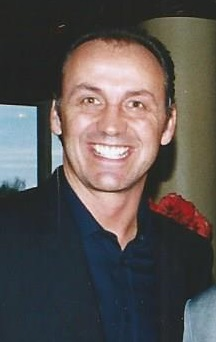
Jürgen Kohler (verdediger)
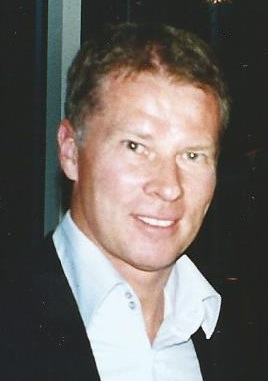
Stefan Reuter (verdediger)
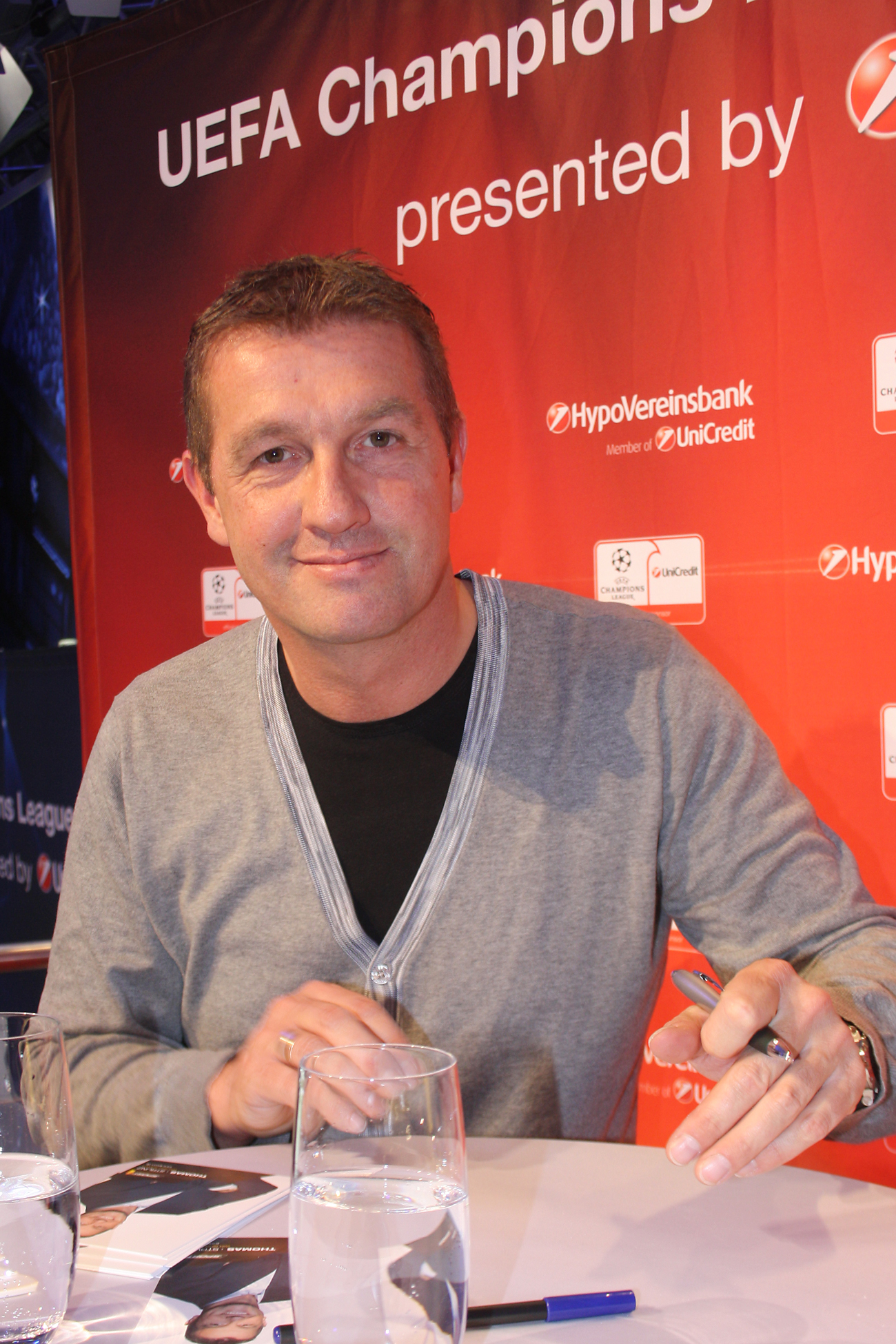
Thomas Strunz (middenvelder)
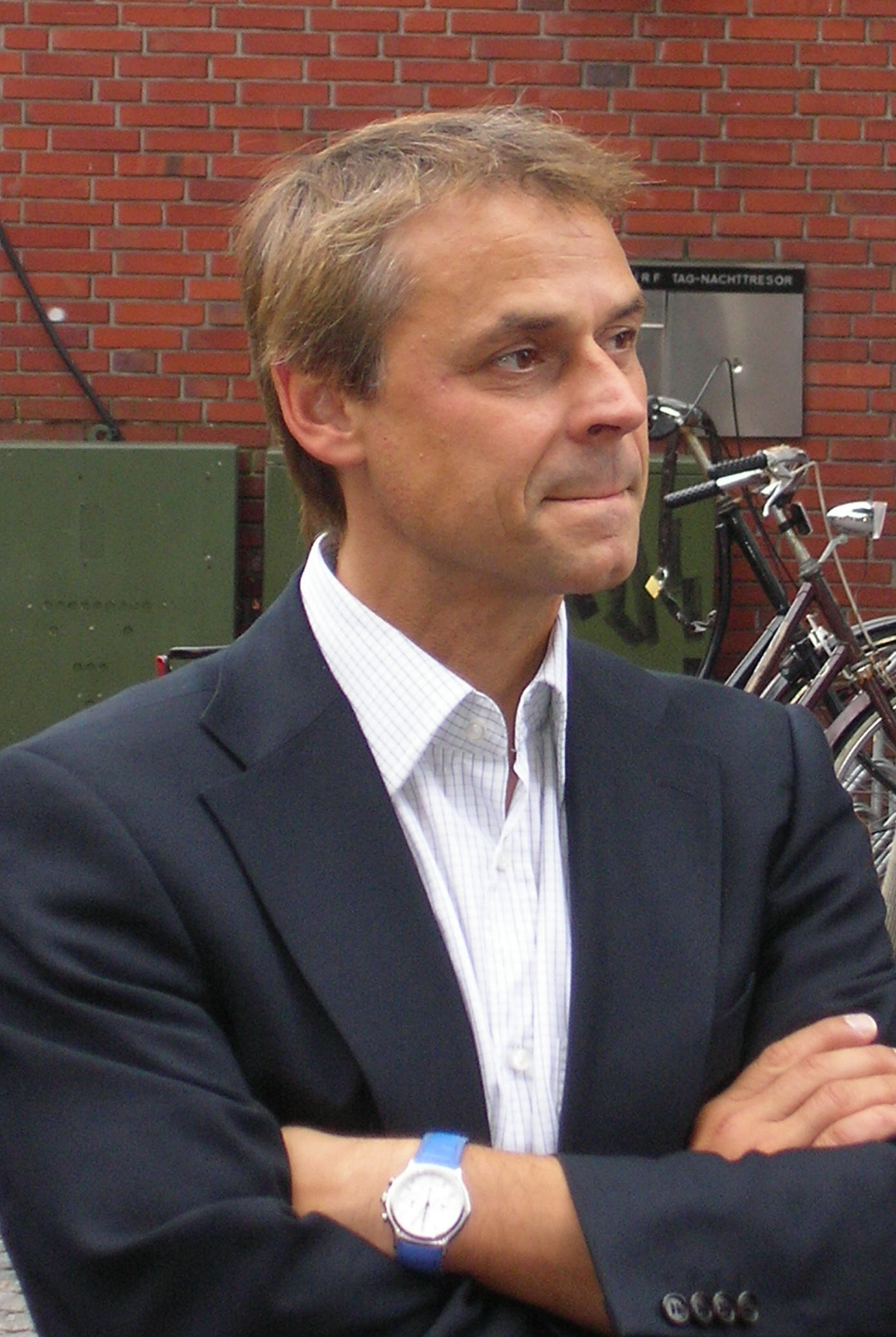
Olaf Thon (middenvelder)
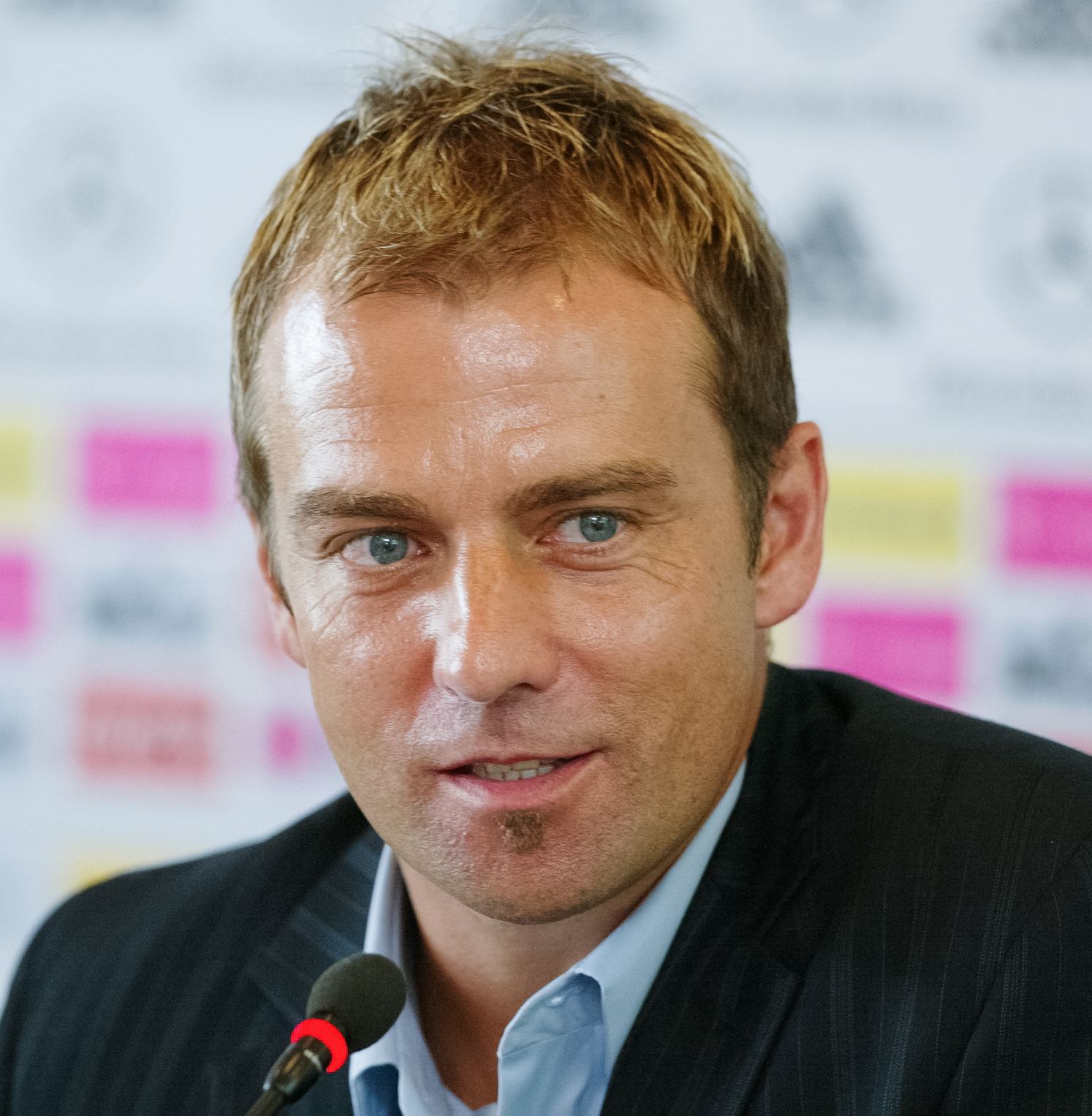
Hans-Dieter Flick (middenvelder)